# Vitrey-sur-Mance
Vitrey-sur-Mance – miejscowość i gmina we Francji, w regionie Burgundia-Franche-Comté, w departamencie Górna Saona.
Według danych na rok 1990 gminę zamieszkiwały 343 osoby, a gęstość zaludnienia wynosiła 25 osób/km² (wśród 1786 gmin Franche-Comté Vitrey-sur-Mance plasuje się na 421. miejscu pod względem liczby ludności, natomiast pod względem powierzchni na miejscu 260.).